# Феррейруш-де-Тендайш
Феррейруш-де-Тендайш (порт. Ferreiros de Tendais) — район (фрегезия) в Португалии, входит в округ Визеу. Является составной частью муниципалитета  Синфайнш. По старому административному делению[какому?] входил в провинцию Дору-Литорал. Входит в экономико-статистический  субрегион Тамега, который входит в Северный регион. Население составляет 802 человека на 2001 год. Занимает площадь 16,37 км².